# Giancarlo Rastelli

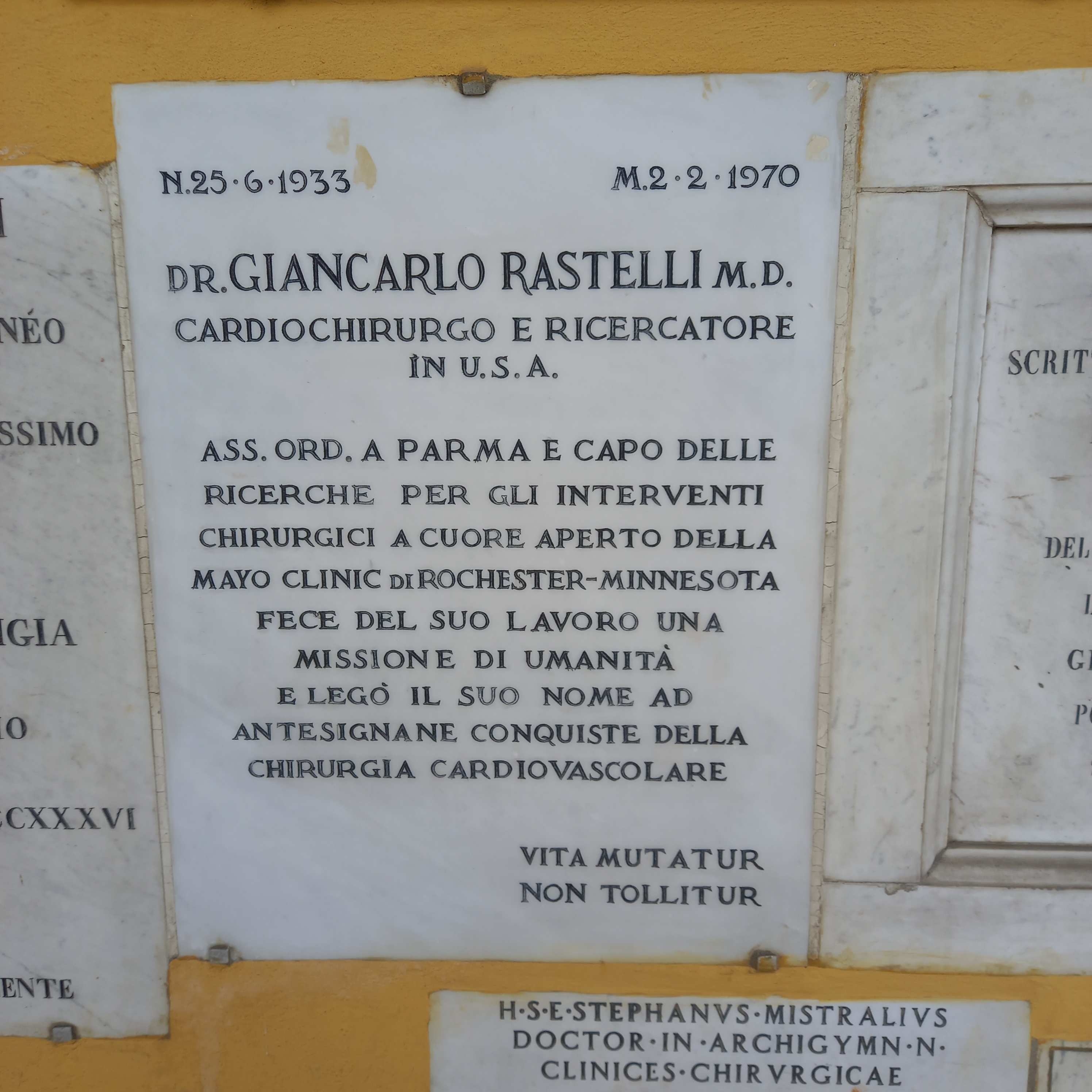
La tomba die Giancarlo Rastelli nell Cimitero della Villetta a Parma

(Giancarlo Rastelli)
Giancarlo Rastelli (Pescara, 25 giugno 1933 – Rochester, 2 febbraio 1970) è stato un cardiochirurgo e ricercatore italiano, inventore delle tecniche Rastelli 1 e Rastelli 2, usate ancora per migliaia di casi di bambini con problemi cardiaci.

## Biografia

### Famiglia e giovinezza
Giancarlo Rastelli nacque a Pescara il 25 giugno 1933 da Vito Rastelli, giornalista e sindacalista e da Luisa Bianchi, maestra elementare. Ebbe una sorella, Rosangela, più giovane di lui, insegnante di inglese, assistente sociale e giornalista. Tra i molti incontri che fece in questo periodo, uno dei più importanti fu sicuramente quello con padre Molin Mosè Pradel dei gesuiti di Parma, nella Chiesa di San Rocco, che da allora frequentò sempre fino alla sua partenza per l'America a 28 anni, vincitore di una borsa di studio NATO. La sala del ping pong di San Rocco fu un crocevia di tante giovinezze e opposte realtà. Qui Rastelli fece importanti amicizie che lo accompagnarono per tutta la vita. Tra queste spiccano Ennio Piancastelli e Vincenzo Ferioli con i quali condivise il percorso universitario e l'amore per la medicina.

### I primi passi nella medicina
Giancarlo Rastelli iniziò la sua vita in ospedale al terzo anno di Medicina nell'Università degli Studi di Parma (dal 1951 al 1953) prima come “interno” presso l'Istituto di Anatomia normale diretta dal professor Gaetano Ottaviani, poi, dal 1953 al 1955, presso la Clinica di patologia generale diretta dal professor Francesco Domenico Rezzesi. Il professor Rezzesi era un uomo colto, preparato e di grande professionalità, ma dalla personalità chiusa e distaccata, tanto da divenire geloso delle cartelle cliniche dei pazienti e dei macchinari sanitari, non aiutando in nessun modo i suoi giovani allievi. Custodiva, infatti, alcuni macchinari in uno scantinato di cui solo lui e pochi altri avevano le chiavi, per impedire che i suoi studenti li toccassero senza il suo permesso. Fu solo grazie all'assistente di Rezzesi, Giorgio Avezzù, persona non allineata ai principi del professore, ma al contrario aperta di idee e di modi, che Rastelli e gli altri studenti poterono soddisfare la loro sete di conoscenza medica. Di fatto Avezzù, di nascosto al suo primario, apriva agli studenti le porte sbarrate del reparto, mostrando e spiegando schede, pubblicazioni, strumenti e macchinari. Giancarlo si laureò poi in Medicina e Chirurgia, con il massimo dei voti e la lode, nel 1957 a Parma; iniziò subito a lavorare come assistente volontario, ossia gratuitamente, presso la Clinica Chirurgica I di Parma sotto l'alto magistero del professor Antonio Bobbio. Una volta laureato Giancarlo Rastelli divenne anche il secondo medico ufficioso di Polesine Parmense. Spesso i suoi numerosi amici d'infanzia, anche di origini umili, facevano la fila in ospedale nel reparto di Chirurgia del professor Bobbio, per consultare lo specializzando Rastelli. Giancarlo li visitava e li consigliava per ogni disturbo, dal più grave al più complesso, sottoponendoli spesso all'attenzione di quei rigidi cattedratici che non avrebbero mai visitato un semplice popolano. Prenotava per loro esami ed estorceva visite gratuite, che poi ripagava di suo con turni di lavoro supplementari.

### Il periodo americano
Il 7 settembre 1961 partiva per l'America, vincitore di una borsa di studio NATO presso la rinomata Mayo Clinic di Rochester, Minnesota. La Mayo Clinic, fondata nel 1883 come casa di cura privata, nel 1903 divenne uno dei maggiori centri di ricerca in tutto il mondo. A Rochester, Rastelli trovò l'ambiente ideale dove poter sviluppare appieno le sue potenzialità. Oltre ai mezzi tecnologici, trovò persone che riponevano in lui fiducia, che lo sostenevano e delle quali potersi fidare. La combinazione di questi elementi gli permise di sviluppare le famose tecniche, il «Rastelli 1» e il «Rastelli 2», che sono poi culminate nelle classificazioni del Canale A.V. e delle nuove vie chirurgiche per la correzione del Tronco Arterioso e della Trasposizione corretta dei grossi vasi. Queste metodiche, che salvano molti bambini cardiopatici ogni anno nel mondo, gli valsero tre medaglie d'oro a Washington. Nonostante il suo grande lavoro alla Mayo Clinic, Rastelli non dimenticò le sue origini italiane e creò subito un cordone ombelicale con Parma e con l'Italia. Iniziò così quello che da molti fu chiamato «un pellegrinaggio della speranza» dei bambini cardiopatici italiani. Tuttavia il viaggio e il soggiorno in America erano costosi, e molte famiglie italiane non potevano permetterselo. Rastelli aiutò molti di questi bambini e genitori, facendo collette, autotassandosi per primo e ospitando molte volte i genitori nella sua casetta di legno vicino alla Mayo Clinic. Il primo bambino di Parma operato al cuore alla Mayo grazie a Rastelli fu Paolo Ravesi; il secondo fu il figlio di un collega universitario di Giancarlo, il dottor Tonino Maniscalco, che affidò a lui il figlio affetto da coartazione dell'aorta, ritenuta inoperabile fino ad allora. Nel '68 Pietro Maniscalco venne operato con esito felicissimo. Sempre nel 1968 fu il turno di Luca Baruffini, figlio di due professori di Parma amici di Giancarlo, aveva 3 anni quando fu operato alla Mayo Clinic per tetralogia di Fallot. I genitori furono ospitati da Rastelli nella sua casa per tutto il periodo di degenza del piccolo Luca. Sempre nel '68 fu la volta di Cristina Labanti, una bambina esile e bionda, di appena 3 anni. La bambina aveva una malformazione cardiaca molto grave, causata dal confluire di quattro difetti a carico del setto interatriale, del setto interventricolare, della valvola tricuspide e della valvola mitrale. Operata con uno dei metodi Rastelli, da poco in uso anche alla Mayo Clinic, tornò a rimettersi le scarpette e a correre di nuovo. Nel '69 fu poi operato un adulto, Giuliano Borelli, 42 anni, che soffriva di stenosi aortica e mitralica ed era ormai immobilizzato da 6 anni. Il viaggio in aereo fu un'ulteriore sfida per il suo corpo, tanto che, appena arrivato alla clinica, fu subito operato con successo. Purtroppo in questo periodo non vi furono solo soddisfazioni per Rastelli, difatti questi sono gli anni in cui la malattia che gli fu diagnosticata già nel 1964, il morbo di Hodgkin, colpì con maggior violenza il fisico di Rastelli, privandolo delle energie necessarie per molti interventi, costringendolo dunque ad affidare ad altri le vite dei suoi pazienti. Fu il caso del piccolo Paolo Frugoni, 6 anni, affetto da un grave difetto cardiaco, noto con il nome di «trasposizione dei grossi vasi». L'operazione fu eseguita il 19 dicembre a poco più di un mese dalla morte di Rastelli, il quale nonostante stesse molto male, volle a tutti i costi partecipare all'intervento per non abbandonare il suo piccolo paziente, costretto però dalla malattia a poter fornire solo assistenza al chirurgo. Proprio la patologia del piccolo Paolo era stato oggetto degli studi di Giancarlo, che quest'ultimo aveva da poco risolto con una tecnica rivoluzionaria che prese il nome di «Rastelli 1». Il bambino fu operato con successo. L'ultima operazione fu a sole tre settimane dal capolinea della sua vita. Assistette, con le stesse modalità, un bimbo di Napoli, Vincenzo Ferrante di 12 anni, che gli era stato mandato dal celebre chirurgo Denton Cooley. Anche in questo caso le tecniche Rastelli permisero di salvare la vita al piccolo.

### La malattia e la morte
Per parlare della malattia che colpì Giancarlo Rastelli occorre tornare indietro al 1964. In settembre, al ritorno dal viaggio di nozze, avvenute a Chiaravalle della Colomba il 12 agosto, Giancarlo si sottopose a esami clinici, di routine per i ricercatori della Mayo Clinic. Gli venne diagnosticato un cancro polmonare, sei mesi di vita al massimo. La sera stessa tornò a casa dalla moglie Anna raccontandole l'esito degli esami, cercando in tutti i modi di rassicurarla, ma già la mattina dopo avrebbe dovuto sottoporsi a un intervento chirurgico con biopsia al torace. La biopsia post intervento, però, aveva rivelato un cancro meno corrosivo, almeno nell'immediato: un linfogranuloma maligno o morbo di Hodgkin. La notizia fu accolta molto positivamente da Giancarlo, che la considerava come una concessione di altro tempo per le sue ricerche e per la sua famiglia. A quel tempo, alla Mayo Clinic, si sperimentava la prima chemioterapia, cui Giancarlo si sottopose immediatamente con fiducia e ottimismo. La malattia aveva dimostrato di avere, con la chemio, un decorso che andava di cinque anni in cinque anni. Superati i primi cinque si poteva contare su altri cinque. Raggi, chemio, vari interventi ripetuti nei cinque anni della malattia, divennero la quotidianità per Rastelli. Nel dicembre del 1969, passati i cinque anni dall'inizio della chemioterapia, Rastelli si sottopose a tutti gli esami previsti del caso che, dopo quel lasso di tempo, avrebbero significato una proroga e un condono di altri cinque anni. Straordinariamente dalle analisi risultò che il morbo di Hodgkin sembrava sparito. La notizia fu accolta come un miracolo ed una liberazione da Rastelli, sua moglie e la figlia di 4 anni. Purtroppo, appena quindici giorni dopo, accusò una fastidiosa forma di enterite diarroica. In bagno, una sera, si accorse che, in realtà si trattava di enterite emorragica. Furono eseguiti immediatamente gli accertamenti, che rivelarono un grosso linfonodo al fegato. Era la fine. Rastelli tacque la cosa ai cari, alla moglie Anna che aveva appena ricominciato a vivere, e partì con lei per un viaggio a New York, come le aveva promesso. Colto spesso da febbre e diarrea uscì di rado dall'albergo. La moglie che non sapeva intuì qualcosa. Tornati a Rochester, le sue ricerche si fecero affannose, consapevole del poco tempo che aveva ancora a disposizione. Il giorno 29 gennaio, Rastelli doveva illustrare alla sua équipe il terzo metodo Rastelli. Ma quel giorno Rastelli non si presentò al meeting, le sue condizioni erano peggiorate improvvisamente. Venne ricoverato e intubato. Non parlava quasi più. Dopo quattro giorni, il 2 febbraio 1970, Giancarlo Rastelli morì senza aver potuto svelare al mondo il suo terzo metodo.

## Post mortem
Giancarlo Rastelli ebbe due funerali, uno a Rochester e uno a Parma in San Rocco dai suoi gesuiti.
Alla sua morte seguì tutta una fioritura di memorie, di scritti, di articoli, di commenti sia in America che in Italia e a Parma in particolare. Sulla «Mayovox» i suoi colleghi, scienziati, cardiochirurghi e amici gli dedicarono molti articoli, per esprimere il loro rimpianto per la scomparsa, così prematura, del loro amico e del ricercatore che in così poco tempo era riuscito a dare così tanto all'umanità.
In Italia, notizie e articoli su Rastelli apparvero su Panorama, L'Europeo, La Domenica del Corriere, Corriere della Sera e sulla Gazzetta di Parma.
Furono fatti convegni, congressi nel suo nome, in Italia e all'estero. La Mayo gli dedicò una grande targa alla memoria nella Biblioteca del St. Mary Hospital con questa scritta:
```
                                                                      
Alla memoria di

                                                                     
Giancarlo Rastelli

                                                             
25 giugno 1933 - 2 febbraio 1970

                                                    dagli specializzandi in 
chirurgia che ebbero alta considerazione di lui

                                                      
come chirurgo, artista creativo, maestro e amico
```

A Polesine gli intestarono una scuola con i finanziamenti della Cassa di Risparmio di Parma e di Adriano Rossi, imprenditore del luogo, operato e guarito alla Mayo con il metodo Rastelli. Nello stesso comune è stato, inoltre, recentemente inaugurato il nuovo poliambulatorio dei medici di base, intitolato a suo nome. A Cozzano Pineta posero una targa di pietra su un pronto soccorso appenninico. A Parma il Comune gli intestò una strada. A Catania, dopo un congresso a lui dedicato, il reparto di cardiochirurgia del professor Marino prese il nome di «Giancarlo Rastelli».
Molti testi e riviste scientifiche illustranti le «Rastelli operation» furono pubblicati in tutte le parti del mondo. La Fondazione Carlo Erba di Milano gli conferì la medaglia d'oro Premio Missione del Medico, post mortem, alla memoria.
La Mayo Clinic di Rochester ha recentemente dedicato a Giancarlo Rastelli un documentario in occasione dei "Mayo Heritage Days". 

### La strada verso la canonizzazione
Molti furono i riconoscimenti, lettere e testimonianze che arrivarono alla famiglia e alla moglie di Rastelli, ma la cosa più straordinaria è invece che qualcuno cominciò a pregarlo in occasione di interventi chirurgici, specialmente al cuore.
Una specie di fama di santità si diffuse, specialmente tra colleghi, amici, conoscenti, ma anche persone sconosciute che avevano letto sui giornali la storia di questo medico che offrì la sua vita alla scienza e agli altri.
Un sacerdote cattolico di Cavarzere (Venezia) della Chiesa di Santa Maria Bambina che non aveva mai visto né conosciuto Rastelli, considerando sotto il profilo umano e cristiano alcuni aspetti della vita vissuta di quel giovane scienziato e talune sue massime che tale vita improntarono, nel 1970 scrisse ai genitori di Giancarlo Rastelli, chiedendo di poter avere una foto e alcune frasi e pensieri di quel medico che egli vedeva come un santo.
I familiari di Rastelli ancora troppo straziati per poter pensare fattivamente alla cosa, e che ben avevano conosciuto la sua natura schiva e contraria a ogni forma di pubblicità intorno a se stesso, rifiutarono l'offerta.
Intanto, però, sui vari giornali cattolici, per esempio Presenza Cristiana appariva la storia di Rastelli, e la fama della sua eroica normalità nei cinque anni della malattia, si andava sempre più diffondendo.
Alla fine degli anni Ottanta, padre Mario Castelli dei gesuiti di Parma si interessò tenacemente a Rastelli per un eventuale causa di canonizzazione, con l'intento soprattutto di portarlo come esempio ai giovani cattolici, agli studenti di medicina, ai giovani medici e ai ricercatori, ai congregati mariani, suoi compagni di percorso di fede.
Padre Mario Castelli coinvolse, nei suoi intendimenti, padre Paolo Molinari, postulatore generale della Compagnia di Gesù e di santi quali il dottor Giuseppe Moscati e Pier Giorgio Frassati.
Padre Castelli iniziò la raccolta di testimonianze che vide la partecipazione di moltissimi vecchi compagni di Università aiutati da Rastelli negli studi e di altrettanti colleghi di lavoro che poterono osservare di persona l'amore che Rastelli dedicava a tutti i suoi pazienti e alle sue ricerche. Purtroppo in quel periodo, padre Castelli fu colpito da una grave malattia che, nel 1997, lo portò alla morte. Molte testimonianze del padre Castelli andarono perdute e i familiari, sempre per quella che ritenevano la volontà di Giancarlo, non vollero interessarsi personalmente.
Le ricerche si interruppero per dieci anni circa fino al 2000, quando, in occasione del trentesimo anniversario della dipartita di Giancarlo, monsignore Andrea Maggiali della diocesi di Parma, che era stato suo professore al liceo e aveva avuto l'opportunità di conoscere e parlare con molti suoi amici e colleghi, ripropose la causa di beatificazione o perlomeno la venerabilità di Giancarlo Rastelli, come esempio e stimolo ai giovani, ai medici e agli studenti. Monsignore Andrea Maggiali, inoltrò a sua volta istanza al Vescovo di Parma, monsignor Cesare Bonicelli, con una lettera sottoscritta da numerosi parmigiani, amici, colleghi, ex bambini operati e loro parenti. La lettera con numerose firme fu inviata al vescovo Bonicelli che rispose immediatamente con entusiasmo, dando il proprio assenso e la propria benedizione all'iniziati.
Alla luce di ciò, fu chiesto ai familiari di scrivere una breve biografia di Giancarlo. Questi ultimi di nuovo indugiarono, sempre in ossequio al desiderio di Giancarlo di non apparire, ma furono alla fine convinti dalle parole di monsignore Andrea Maggiali, che gli fece capire quanto la storia di Giancarlo Rastelli potesse essere di esempio per i giovani.

## I metodi Rastelli
A distanza di più di quaranta anni dalla sua morte il nome di Rastelli è usato abitualmente in tutti i Centri del mondo e in tutti i congressi di cardiochirurgia quando si tratta di classificare e definire il «canale atrioventricolare comune», una delle cardiopatie congenite con difetti settali, o quando si tratta di correggere una cardiopatia congenita complessa con l'«intervento Rastelli».
Di seguito verranno descritti nel modo più semplice e comprensibile per un lettore comune, i metodi Rastelli e lo studio che portò al loro sviluppo.
Fin dai primi anni dell'arrivo alla Mayo Clinic, Rastelli si dedicò all'attività che sarebbe poi diventata la principale per lui: la ricerca sperimentale. In quei primi anni di ricerca (1962-1964) Rastelli si impegnò nello studio di un tipo di cardiopatia congenita: il canale atrioventricolare (Canale A. V.). Tale lesione congenita interessa la "crux cordis", il centro del cuore, la struttura che anatomicamente è costituita al centro del cuore e dunque nel punto di incrocio dei setti atriale e ventricolare e delle valvole atrioventricolare (tricuspide e mitrale). Questa porzione di cuore ha un'origine embriologica comune e cioè dai cosiddetti cuscinetti endocardici.
Un difettoso sviluppo embriologico dei cuscinetti endocardici determina un difetto atrioventricolare noto come canale atrioventricolare. Diversi gradi di anormalità nello sviluppo dei cuscinetti endocardici risultano in vari gradi di lesione cardiaca.
Gli studi di Rastelli su Canale A. V. hanno portato a una nuova classificazione, basata su una comprensione dei processi embriologici e su una corretta definizione anatomica. La classificazione delle forme di Canale A. V. comune che Rastelli ha proposto e pubblicato insieme con J.W. Kirklin e J.L. Titus sulla rivista "Mayo Clinc Proceedings" nel 1966, distingue delle forme complete e delle forme incomplete e fra le prime tre diversi tipi (A, B, C).
In base alla connessione del lembo anteriore della valvola atrioventricolare comune sulla cresta del setto interventricolare, il Canale atrioventricolare completo viene suddiviso secondo la classificazione di Giancarlo Rastelli in:
- tipo A: lembo anteriore connesso tramite corde tendinee alla cresta del setto interventricolare;
- tipo B: lembo anteriore connesso tramite corde tendinee al versante destro del setto interventricolare;
- tipo C: lembo anteriore non connesso al setto interventricolare (free floating).

Il Canale atrioventricolare comune può inoltre essere associato ad ipoplasia di uno dei due ventricoli: in tal caso viene definito Canale atrioventricolare comune sbilanciato. Un severo grado di ipoplasia ventricolare preclude la possibilità di una correzione biventricolare. Quando invece i due ventricoli sono adeguatamente sviluppati, si parla di Canale atrioventricolare comune bilanciato, e la correzione è preferenzialmente biventricolare.
La corretta comprensione anatomica del difetto nelle sue varie componenti ha portato alla definizione di una nuova tecnica operatoria che ha permesso di ridurre in maniera drastica la mortalità operatoria, a quei tempi molto elevata per quella cardiopatia. La classificazione dei vari tipi di Canale A. V. è stata accolta in tutto il mondo. Seguirono altri anni di studio e sperimentazione in laboratorio, nei quali Rastelli, operando sui cani e impiegando degli homograft, cioè dei condotti biologici valvola (anche detti omo-innesti, perché di origine umana) dimostrò la possibilità di correggere un'altra cardiopatia congenita: truncus arteriosus o anche detto tronco arterioso comune. Rastelli dimostrò sperimentalmente che è possibile impiantare sul ventricolo destro un homograft e anastomizzarlo distalmente alle arterie polmonari (nelle sue biforcazioni destre e sinistra), chiudendo il difetto interventricolare in modo da determinare che il tronco arterioso comune permanga tale con funzioni di aorta.
Con la stessa tecnica innovativa di impiego di un homograft aortico, Rastelli sperimentò con successo un'altra procedura di correzione della trasposizione completa dei grandi vasi con difetto ventricolare e stenosi all'efflusso del ventricolo sinistro. Il tipo di intervento eseguito allora fu poi indicato in tutto il mondo come “intervento Rastelli” e gli valse, insieme alle scoperte precedentemente elencate, l'assegnazione di tre medaglie d'oro a Washington e la nomina a far parte dei National Institutes of Health (NIH), con sede a Washington, che ha il compito di esaminare cari progetti di ricerca e valutarne i risultati.
Contemporaneamente fu membro di una commissione deputata all'esame di progetti per la costruzione del cuore artificiale e già da allora aveva avuto perspicaci intuizioni sull'uso di valvole di maiale e del cuore di maiale come più compatibili con l'uomo anche nell'eventualità di trapianti.

## Riconoscimenti
Giancarlo Rastelli ricevette numerosi riconoscimenti sia in vita sia post mortem.
- Assegnazione di tre medaglie d'oro a Washington.
- Nomina a far parte dei National Institutes of Health (NIH).
- Nomina a far parte di una commissione deputata all'esame di progetti per la costruzione del cuore artificiale.
- Assegnazione della medaglia d'oro Premio Missione del Medico da parte della Fondazione Carlo Erba di Milano.

## Eponimi
- Scuola primaria Giancarlo Rastelli, Polesine Parmense
- Casa della Salute Giancarlo Rastelli, Polesine Parmense
- Via Giancarlo Rastelli, comune di Parma
- Aula «Giancarlo Rastelli» Istituto di Cardiochirurgia, Catania
- Istituzione del premio «Giancarlo Rastelli» da parte della Società Italiana di Cardiologia Pediatrica